# Кенасса в Галиче
Кенасса в Галиче была возведена в XVI веке. Первоначально здание было деревянным. В 1830 году деревянное здание было уничтожено пожаром, и вместо него была построена каменная кенасса.
До Второй мировой войны в кенассе хранилась старинная Библия, подаренная галицким караимам польским королём Стефаном Баторием. Текст Библии написан на латинском и древнееврейском языках.
Богослужение в кенассе г. Галича велось до 1960 года. После закрытия кенассы в ней был устроен склад. А в 1985 году по распоряжению властей Галича здание кенассы было снесено, а на её месте построен жилой дом. На месте разрушенного здания планируется исследование фундамента и сооружение памятного знака.

## Сохранение имущества кенассы
Караимы Галича не допустили разграбления имущества кенассы. Последний газзан, Моисей Шулимович (1882—1974 гг), сохранил общинное имущество. Молитвенники, занавеси, а также серебряные изделия (подсвечники, люстры, светильники, лампы) караимы Галича хранили в своих домах в течение более чем 30 лет. Участие в этом принимали: Янина Ешвович (председатель галичской общины), дом которой находился рядом со зданием кенассы, Я. Л. Ешвович, её сестры Я. И. Ишвович, Л. И. Шугурова, а также В. М. Абрагамович.
Марк Абрагамович, Марк Мордкович, Новах Ицкович, Иосиф Ишвович, Самуил Эшвович и Гавриил Самуилович Эшвович, руководивший коммунальной службой района, вывезли алтарь в дом Сабины Самойловны Зайончковской (Ицкович), находящийся на окраине города. Из-за крупных габаритов алтаря его пришлось разобрать на три части и поместить в недостроенной части дома Сабины Самойловны, разобрав для этого одну стену.
В 1993 году часть атрибутов караимской религии и серебряных изделий была передана восстановленной кенассе в Вильнюсе, а алтарь и всё остальное передано кенассе в Евпатории. Помощь в доставке алтаря из Галича в Евпаторию оказал киевский журналист Алексей Львович Зотиков. Непосредственно доставку алтаря из Галича в Евпаторию осуществили В. З. Тирияки, Д. М. Эль, К. С. Батозский.